# Caxa Real
La Caxa Real, también conocida como La Casa de la Moneda, es un antiguo almacén en la ciudad de Comayagua, Honduras, que sirvió para almacenar todos los tributos de las Hibueras (actual Honduras) para la corona española durante la época colonial de Nueva España.
En el 2013 fue restaurada con fondos de la Cooperación Española y fue inaugurada por el embajador de España en Honduras Luis Belzuz de los Ríos y el alcalde Carlos Miranda Canales. Es declarado un monumento nacional y está abierto al público. En el 2015, la Caxa Real fue visitada por la Reina Letizia de España y más tarde, el expresidente de México, Enrique Peña Nieto.

## Historia

### sigloXVIII

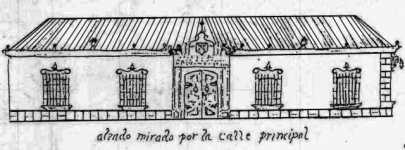
Diseño original de 1739.

El edificio fue diseñado por el arquitecto Baltasar de Maradiaga y fue construido entre 1739 y 1741 bajo la necesidad de establecer una tesorería en la ciudad, dichas tesorerías eran conocidas como Cajas Reales. Al ser terminado funcionó como el centro donde se almacenaba los tributos para la corona española de las Hibueras; dentro de ella se procesaba el oro, la plata y el yeso extraído de las minas de Honduras, para luego ser enviado a Europa. En la planta del edificio introduce algunos elementos que no eran de uso común en la arquitectura centroamericana; diferencia muy bien el área puramente oficial, sala del Tribunal, Contaduría, Tesorería, sala de azogues, pieza de quintar la plata; a este sector se entraba por un gran zaguán que llamaban los hombres a caballo y que estaban en la calle que el Río Chiquito sube a la Plaza Mayor. 
En 1774 un terremoto logró dañar considerablemente la estructura, sin embargo fue reparada a los pocos meses aunque haya dejado más débil la casona.

### sigloXIXyXX

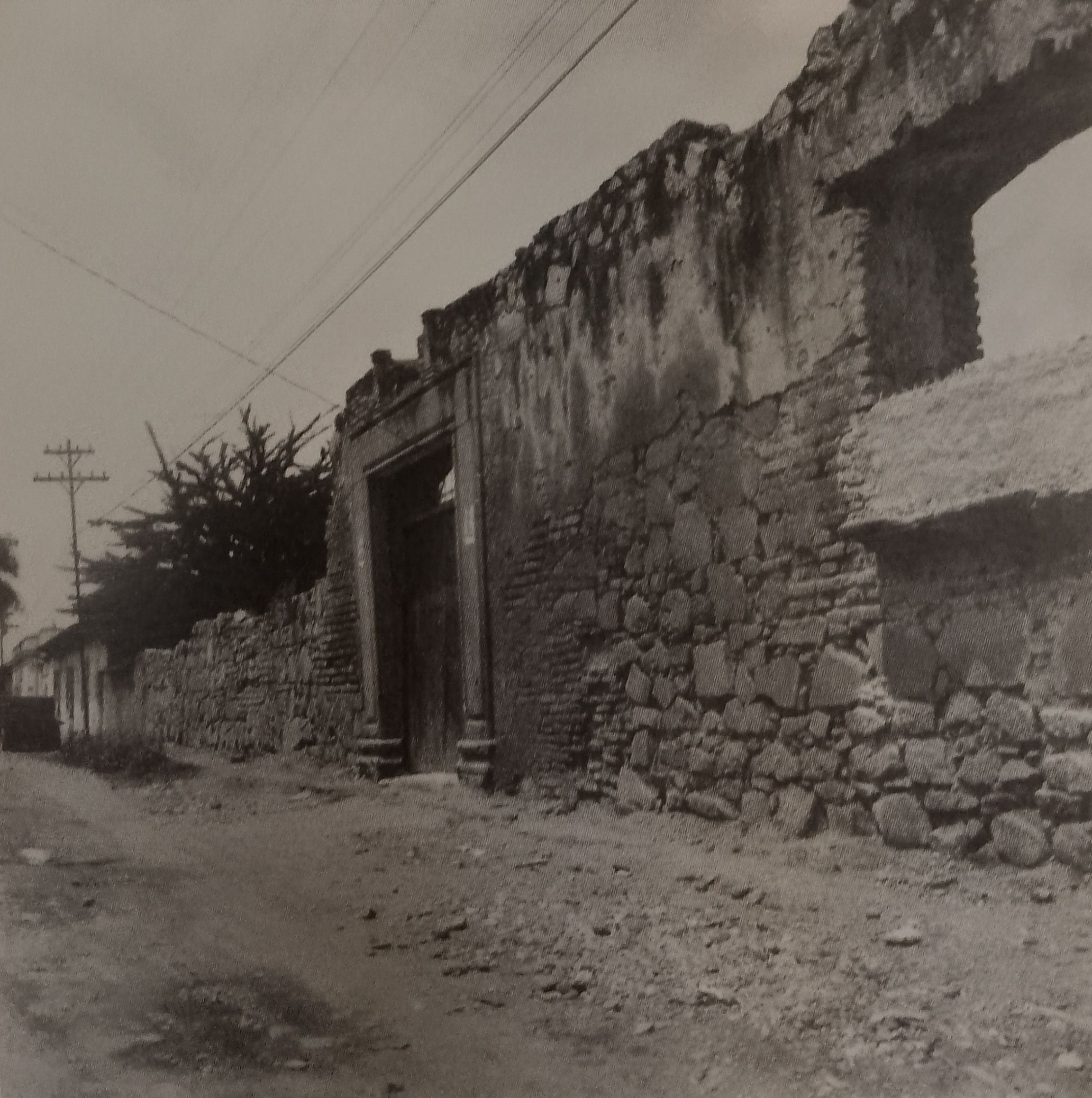
Ruinas del edificio en 1971.

En 1809 otro terremoto logró destruirla casi por completo a excepción de su fachada frontal y muro lateral y se decide no repararla por el peligro que representaba, esto pasearía también con la iglesia de nuestro señor de los Reyes, quien a diferencia del Caxa Real no logró salvarse. Tras la independencia y la época republicana pasó por unos cuantos dueños, sin embargo nunca hubo un intento por ninguno de rehabilitarla o quitar las estructuras restantes, tras el inicio del siglo XX la casona quedó en absoluto abandono aunque todavía era visitada por turistas debido a su importancia histórica, sin embargo no sería reconstruida hasta décadas más tarde.

### sigloXXI
Para inicios de los años 2000 se llevaron a cabo las excavaciones arqueológicas en la Caxa Real las cuales permitieron entender mejor el desarrollo histórico de la ciudad de Comayagua. Dicha caja real ha sido concebida originalmente como un casa que sustituyera en el siglo XVIII a un edificio predecesor del cual todavía se desconoce su ubicación original. El hecho que tal edificio fue demolido para dar paso al nuevo nos indica que la ubicación estaría cerca de donde hoy se encuentra la casona. Tras estos estudios se determinó que las ruinas eran parte del patrimonio histórico de Comayagua y se daría inicio a su rehabilitación en años venideros.

#### Rehabilitación
En el año 2013 fue declarada un monumento nacional. Tras que la catedral fuese restaurada en su totalidad, como parte del proyecto de rehabilitación del centro histórico de la ciudad de Comayagua, obra dirigida por el Instituto Hondureño de Antropología e Historia, con la cooperación de la Agencia de Cooperación Española. Después de varios estudios se comienza el proceso de restauración. Tras ello se inaugura como un centro de reuniones, donde se llegó a recibir a personajes como la reina Letizia de España y el expresidente de México Enrique Peña Nieto. Actualmente sigue recibiendo a importantes figuras políticas y siendo centro de eventos importantes.